# Rannamõisa
Rannamõisa (tyska: Strandhof) är en by i Estland. Den ligger i Harku kommun och i landskapet Harjumaa, i den nordvästra delen av landet, 13 km väster om huvudstaden Tallinn. Antalet invånare var 716 år 2011. Rannamõisa ligger utmed Estlands nordkust mot Finska viken. Kusten vid Rannamõisa är brant och bukten utanför benämns Kakumäe laht. Det äldre tysk-svenska namnet på byn och den herrgård som förr fanns här var Strandhof, vilket har samma betydelse som det estniska namnet. De närmsta grannbyarna är Ilmandu i väster, Sõrve i söder samt centralorten och småköpingen Tabasalu i öster. 
Årsmedeltemperaturen i trakten är 2 °C. Den varmaste månaden är juli, då medeltemperaturen är 17 °C, och den kallaste är januari, med −11 °C.